# 法拉利SF70H
法拉利SF70H（Ferrari SF70H）为一辆由法拉利车队设计以及打造的用于在2017年世界一级方程式錦標賽征战的赛车。车手为賽巴斯蒂安·維特爾以及奇米·雷克南。在開幕戰澳洲大獎賽中，展现出了十足的竞争力，維特爾旗開得勝，獲得分站冠軍，雷克南獲得第四名。
维特尔亦依然保持着他给赛车取女性绰号的习性，他将SF70H命名为“吉娜”（Gina）。
由于法拉利车队70周年纪念，该车型被命名为法拉利SF70H。

## 竞争的历史

### 第一轮比赛
SF70H在冬测中已经展现了它的速度，并且这股速度被成功带到了澳大利亚揭幕战中。维特尔在排位赛中夺得了第二，分裂了两辆梅赛德斯的赛车，同时莱科宁在排位中也获得了第四。维特尔在第十七圈时超越路易斯汉密尔顿，后者在换胎结束重新回到赛道后被挡在了马克思维斯塔潘身后并且无法完成超越。维特尔因而得益并在他换胎后处于领跑地位。维特尔渴望赢下本赛季的首场比赛，并且把胜利送给自2015年新加坡大奖赛就没获得过胜利的法拉利车队。莱科宁最后在抵御住了维斯塔潘在赛事末端的攻击后，第四完赛。这个结果标志着一个事实，自2013巴西大奖赛后，梅赛德斯车队首次在赛季中没有领跑建造商积分榜。
在中国，维特尔和莱科宁同样以第二和第四发车，与澳大利亚一样。赛道情况在开赛时处于半干旱状态。 除了小红牛的卡洛赛恩斯，所有车手一开始都选择了中性胎 。在第二圈中，许多车手包括维特尔在内决定在由于威廉姆斯的兰斯斯托尔撞车而导致的虚拟安全车的情况下进站更换干胎。 这个决定而后被证实是十分不合算的，因为索博的安东尼奥乔维纳奇在第四圈的撞车直接导致了安全车的触动。这意味着两位红牛车手里卡多和维斯塔潘以及莱科宁都在维修区中完成了对维特尔的超越，导致他直接掉到了第五。维特尔最终尽其所能的回到了第二，且保持着他的位置到了最后。莱科宁在整个周末中都受困于转向不足。在赛事开始的时候，他在第一个弯角中贝里卡多超越了。和他的队友不同的是莱科宁没有办法超越两名红牛车手，最终只能在第五完赛。哈密尔顿赢下了大奖赛，意味着他们两人在两场大奖赛之后于积分榜上的位置十分相近。梅赛德斯同时也实现了对法拉利的超越，在积分榜上于巴林大奖赛之前领先法拉利一分。
在巴林大奖赛，维特尔在排位中夺得第三，比杆位车手瓦尔特利博塔斯落后点25秒。莱科宁格五、在里卡多身后。 赛事开跑时，维特尔超越汉密尔顿来到了第二并且不断地给挣扎于节奏与后胎的Bottas施压。 当安全车领跑时，维特尔进站更换了超软胎。 当维特尔重回赛道时，他夺得了第一并且因更软的轮胎所带来的优势而迅速的带开。维特尔再次进站并以软胎回场，此时赛道上汉密尔顿使用着更为老旧的轮胎在领跑，同时博塔斯掉到了第二。 汉密尔顿进站更换了新的轮胎，并开始并开始追逐维特尔。 他轻易地超过Bottas，但维特尔捍卫了他的领先并第三次的赢下了巴林大奖赛，与此同时莱科宁第四完赛。 这是维特尔在法拉利的第三年中的第二次胜利。
法拉利在俄罗斯大奖赛锁定了头排发车格，与此同时维特尔夺得了杆位发车格。 然而博塔斯在发车时完成了对维特尔以及莱科宁的超越，并在整场赛事中持续的领先于法拉利。 维特尔于赛事前段十分挣扎于追上博塔斯的节奏，但去到赛事中段时，他得益于更新的轮胎而有办法缩小与博塔斯之间的距离。在最后一圈，维特尔设法把与博塔斯的距离缩小在一秒之内，然而已经有点太晚了，博塔斯夺得了他职业生涯的第一个胜利。 莱科宁第三完赛，保护了他的领奖台位置，同时创下了本次周末的全场最快圈。 在经过了1/5赛季后，维特尔以13分在车手积分榜上领先于汉密尔顿，同时法拉利以一分之差在车队积分榜上落后于梅赛德斯。

### 欧洲轮以及加拿大
尽管梅赛德斯在西班牙进行了主要部件的升级，与之相比法拉利在西班牙仍然非常的快。维特尔在Q1中，因在赛道上被车队命令停下赛车而受到了惊吓，否则本应夺下Q1最速。在Q2维特尔以.3领先于汉密尔顿的最快圈速，然而在Q3他在最后一节中失误，造成了排位时间的损失，最后0.051秒落后于汉密尔顿。3分之在汉密尔顿是最好的搭在第二部门，但是失去的时间，在最后的部门和合格第二，0.051秒后面的汉密尔顿。 莱科宁有在排位赛中夺得了第四，0.29秒落后于杆位成绩。 在正赛中，维特尔的发车比汉密尔顿更好，因而在一号弯实现了对汉密尔顿的超越夺得领跑位置。 马克思维斯塔潘，基米莱科宁和瓦尔特莱博塔斯都在一号弯尝试夺得第三，但博塔斯在内侧关门的行为导致了对莱科宁的撞击，间接导致了莱科宁与维斯塔潘的事故。 它结束了莱科宁和维斯塔潘的周末，与此同时博塔斯依然能够继续他的赛事。 与此同时，维特尔在第一圈拼了命的把与汉密尔顿的距离带开到了2.2秒，但差距保持在2.2秒左右持续到了14圈，此时维特尔在领先位置进站更换了软胎，以抵御来自汉密尔顿undercut的威胁。 重回赛道后，他轻易地超越了丹尼尔里奇亚多，但在超越博塔斯的时候大约损失了4秒钟。 汉密尔顿留在了赛道上，直到第21圈后进站更换了中性胎，回到赛道上，他落后于维特尔7秒。 紧接着因为菲利普马萨与范多恩斯托尔的撞车，赛事发布了虚拟安全车。 汉密尔顿虚拟安全车部署之前进站更换了软胎，维特尔在下一圈后进站更换了中性胎。 他们在一号弯轮对轮,轮胎触碰到了一块，汉密尔顿被逼离了赛道且而后维特尔。 然而，汉密尔顿在44圈实现了超越，并且赢得了赛事。 因此，汉密尔顿在积分榜上与维特尔的差距缩小到6分，同时梅赛德斯车队积分榜上把领先优势扩大到了8分。
在 摩纳哥，两辆梅赛德斯挣扎于找到正确的调教，与此同时法拉利在摩纳哥依然很快很快。 基米莱科宁拿到了他的第自08法国大奖赛之后的第一个杆位，0.043秒领先于维特尔，后者仅仅以0.002秒领先于排在第三的梅赛德斯车手瓦尔特利。 然而，大奖赛至关重要的关键在于，汉密尔顿在正赛中将以第十三起跑。 两辆法拉利保持着12持续到了到第34圈，然而当莱科宁进站以覆盖博塔斯和维斯塔潘的undercut威胁时。 维特尔留在赛道上完成了额外的五圈，以已经气泡化得轮胎完成了比换上了新的超软更快的圈速。 维特尔在39圈，重新回到了赛道上，尽管赛事而后出现了安全车，维特尔依然领先到了终点线。 但在赛后，围场产生了一种说法，即法拉利故意地让莱科宁执行较慢的策略，(Pirelli 说，极软胎在摩纳哥有能力跑满整个赛事，所以最优策略是使用极软胎跑尽可能长的时间)，以便维特尔可最大限度的在汉密尔顿以较低的排名完赛时，最大化的扩大积分上的领先。 这是自01摩纳哥大奖赛以来，法拉利在摩纳哥首次的12带回，且是自臭名昭著的10年德国大奖赛以来法拉利在赛季上的首次一二带回。因为梅赛德斯两位车手糟糕的正赛表现，拉利重新在车队积分榜上夺得了领先，同时维特尔在积分榜上扩大了与汉密尔顿之间的距离达到了25分。
法拉利在加拿大经历了一个凄惨的周末。 维特尔在排位赛中夺得了第二，分裂了两辆梅赛德斯的赛车，与此莱科宁夺得了第四，领先于两台红牛。 在正赛开始时维特尔被博塔斯和快速起跑的维斯塔潘超越，维斯塔潘在第一弯之前便已超越到了第二。维特尔与维斯塔潘的轻微接触，造成了他的前翼受损。 在因小红牛的卡罗尔塞恩斯与威廉姆斯的菲利普马萨之间的事故造成的安全车领跑阶段后，维特尔的前翼从他的赛车上掉落从而导致他必须两停导致他的排位掉到了最后。 维特尔来了一个绝地求生，最后他设法超越印度力量的塞尔吉奥佩雷兹以及埃斯特班奥康，正进行队内竞争的他们，因一个可能的领奖台机会而拼尽了全力，最终维特尔第四完赛。同时，莱科宁跑在了第六，遭受了刹车故障的他，不得不为了将赛车带回而第七完赛。这使得梅赛德斯得以重新以八分领跑车队积分榜。
在 阿塞拜疆大奖赛,莱科宁设法在排位赛中超越维特尔，最终他们两人夺得了梅赛德斯身后的第二排发车格。 一场充斥着碰撞与事故的赛事中，维特尔，作为一次有争议的事故的主角，开着他的赛车撞向了汉密尔顿的侧箱，他指控汉密尔顿在安全车进入维修站重启比赛之前的弯道中通过刹车玩弄了他，而这刹车导致他的前翼受损。 他被因危险驾驶，被罚10秒stop-go。 他完成了四年之前最终他第四完赛，超越了因头枕故障且按规定必须进站的汉密尔顿。 维特尔的超级驾照而后被扣三分，随后他承认了他的错误且向汉密尔顿道歉，FIA在观察过他后免除了他可能的禁赛处罚。 莱科宁在开赛圈便与博塔斯撞发生了碰撞。 他于46圈不得不因在第一圈与博塔斯碰撞而已经遭受到损害的悬挂而退赛。
在 奥地利，维特尔在领先于排位第三的莱科宁夺得了第二。 维特尔在赛事末端为了胜利拼尽了全力最终仍然落后于博塔斯第二完赛，在重点仅仅落后于博塔斯0.6秒。莱科宁整场比赛都挣扎于节奏，因而被里卡多与汉密尔顿超越，最终第五完赛。
在 英国大奖赛，法拉利似乎很难跟上梅赛德斯的节奏，汉密尔顿在排位赛中第二的莱科宁快1.5s，与此维特尔排位第三。 在比赛发车时，维特尔被维斯塔潘超越，位置下降到了第四，而后他通过undercut重新夺回了他的位置。 在第49圈，跑在第二位的莱科宁的左前轮胎丢失了压力，而不得不在完赛前两圈进站，这导致他最终掉到了第四，落户于维特尔。 在下一圈维特尔也遭遇了和队友相同的问题，致使他不得不完赛前一圈进站，同时这成全了他队友的领奖台，他因此最终完赛时掉到了第七。这使得连续四次赢下了英国大奖赛的汉密尔顿，将积分榜上与维特尔的积分差距缩小到1分，并且使得梅赛德斯于赛季中期在车队积分榜上获得了与法拉利55分之大的优势。
在令人惊悚的银石周末之后，法拉利于匈牙利大奖赛的周五练习赛上看上去十分的挣扎，然而两辆法拉利在周六却充满了统治力，维特尔夺下了杆位，同时莱科宁夺得了第二0.5秒领先于博塔斯0.7秒领先于汉密尔顿，尽管梅赛德斯的赛车对比法拉利在排位赛中应该保持着0.5-0.7秒的优势。 在星期天早晨，维特尔的赛车碰上了液压问题，车队工作人员必须尽可能快的在比赛开始前修复。 正赛开赛后，显然，法拉利的赛车在弯道中是最快的赛车，然而，维特尔却在初始阶段后开始丢失节奏。这一切全因方向盘在开赛前便已经出现的问题，(媒体的怀疑这是因为法拉利对于液压问题快速修复导致的)，这意味着维特尔阻挡了莱科宁的节奏，同时使得梅赛德斯能在赛道上快速接近法拉利.。尽管如此，最终维特尔依然从莱科宁手上赢下了比赛，且12.462秒领先于排在第三的博塔斯。 因此，法拉利，作为积分榜上处于第二的车队，39分落后于梅赛德斯，但维特尔于夏休前在车手积分榜上14分领先于汉密尔顿，同时博塔斯落后33分处于第三，莱科宁落后86分处于第五。
法拉利在比利时大奖赛被证明是十分有竞争力的，考虑到斯帕是一条被认为十分适合于梅赛德斯的赛道。 维特尔在排位中夺下了第二，同时莱科宁夺得第四。 周日，维特尔有更好的比赛节奏，持续的使汉密尔顿处于压力之下。 这是一场互有来回的战斗，但他没有办法实现超越。 莱科宁在第二辆法拉利中获得了第四。 芬兰人因忽略由不走运的维斯塔潘的退赛而引起的黄旗，而招致了10秒维修区罚停。
法拉利家乡意大利大奖赛中丢失了节奏。 在排位中，雨地情况下，维特尔和莱科宁仅仅获得了第七以及第八，2.5秒落户于汉密尔顿的杆位时间。 而，因为红牛两辆赛车的引擎罚退，他们得以与第五和第六发车。  在正赛中，两名车手都没有办法跟上梅赛德斯的节奏，甚至还不得不承受来自红牛的压力。 维特尔通过争取下一个领奖台的位置，来降低法拉利在大奖赛中的损失，给了tifosi一个欢呼的理由。 莱科宁第五完赛，落户于里卡多。 在结束了欧洲赛节后，维特失去了他在积分榜上的领先地位。 进在海外比赛之前，他3分落户于汉密尔顿，同时法拉利在车队积分榜上62分落户于梅赛德斯。

### 亚洲轮
法拉利在新加坡大奖赛，把与红牛的竞争推到了极限。的。 在惊人的一圈后，维特尔夺下了杆位，0.3秒领先于排于第二的维斯塔潘。 莱科宁排位第四，排于里卡多身后，但在两台梅赛德斯之前。 在有史以来第一次，湿-干胎夜站中，维特尔试图于发车时在内线上挤压维斯塔潘，保持他的领先。 他没有看见他在他左边且达成了极限发车的芬兰队友，这导致了一次连锁反应。维斯塔潘试图躲避来自维特尔的挤压，但于他左边因为来势汹汹的莱科宁的存在，已经没有空间了。 维斯塔潘和莱科宁互相发生了碰撞，且芬兰人紧接着撞向了维特尔，这导致了他们三人比赛的终止。也是历史上第一次，两辆法拉利都在赛事的一圈便草草退赛。
法拉利在马来西亚大奖赛中再次是最快的赛车 ，但他们并不能从中受益。 维特尔在FP3的末端，失去了动力，而后他的引擎发生了调整。在Q1，在维特尔的PU上仍然有未被及时处理好的问题，导致德国人不得不在发车格的最后一格发车。莱科宁也丢失了杆位，在排位中0.5秒落后于汉密尔顿。法拉利的困境，持续到了周末，莱科宁甚至没法完成发车，在发车之前他已经被推到了维修站中。维特尔暴风雨般的回归到了围场中，并且几乎能夺下领奖台，可他最后无法超越处于第三的里卡多。
在日本大奖赛 ，事故再次打击了法拉利。FP3中，因在德格拉弯中失控打滑，莱科宁造成了他的侧箱损毁，招致了一个5位排位罚退。莱科宁最终在排位中处于第六，并且正赛中将于第十发车。维特尔同时，排位取得了第三，0.5秒落户于杆位获得者汉密尔顿，同时由于博塔斯赛车的一次突发的变速箱更换，他得以在前排发车。 在发车格上，已经能明显看到维特尔的车子遭遇了一些问题。当正赛开赛后，维特尔的赛车没有动力，并持续的被身后的车手超越。他在仅仅过了四圈之后，便因为火花塞的问题而早早退出了赛事。这已经是他在3场赛事中的2次退赛。莱科宁在第一圈中一次与霍肯伯格的位置争斗中走大，并且最终仅仅为车队夺得了第五。

### 最终轮
法拉利在美国大奖赛经历了一个繁复的周五。在德国人于周五的第二节练习赛中遭遇了问题之后，车队决定更换维特尔的车壳，这导致他仅仅在奥斯汀跑了11圈。 在排位赛中，因在Q3中良好的尝试，维特尔夺得了第二，0.2秒落后于汉密尔顿。莱科宁十分的倒霉，他获得了与里卡多同样的排位成绩，但却不得不从第五起跑，因为里卡多比他更快的完成了排位。 周日正赛，维特尔一完美的起步过后，超越了汉密尔顿。但是维特尔没有办法拉开距离。汉密尔顿在第六圈超越了他，且维特尔没有办法跟上汉密尔顿的及节奏。他尝试了激进的二停策略可不奏效，他依然处于第二。莱科宁这周末拥有一个良好的正赛节奏，他在赛道上超越了处于第三的博塔斯。在最后一圈中，他被维斯塔潘超越了，然而荷兰人最后因四轮出白线而被罚时5秒，莱科宁得益于此，维斯塔潘被一炮打到了第四。这也让法拉利自匈牙利大奖赛以来又一次夺下了双领奖台。继而，法拉利在本次大奖赛中失去了车队冠军，而梅赛德斯也成功的在本次周末夺得了他们的第四座车队冠军奖杯
一周过后的墨西哥大奖赛中，维特尔身居在积分榜落后66分的局面。为了能保住争冠的希望，维特尔需要需要在第二之上完赛，同时汉密尔顿必须在第十之后完赛。在Q3的最后一圈，维特尔通过小于0.1秒的优势把维斯塔潘挤下了杆位 。正赛开始的时候，维特尔被维斯塔潘与汉密尔顿同时超越。维特尔在出第三弯的时候与汉密尔顿发生了碰撞，两台车因而都产生了危害，使得两名车手都不得不进入p房，维特尔需要一个新的前鼻翼的同时，汉密尔顿因为爆胎不得不该换轮胎。维特尔重回比赛后不得不处于排位的最后一名，�随后他创造了一次印象深刻的回归，最终完赛于第四，但这却不足以让他的冠军希望得以保持，因为汉密尔顿最终第九完赛，夺下了他的第四座车手冠军奖杯。莱科宁在发车的时候做的非常糟糕，失去了许多位置，但最后也回到了第三。

## 大奖赛结果
(提示)(粗体结果表示夺得了杆位；斜体字表示夺得了最快圈)
| 2017年 | 法拉利 | 法拉利062 | P |                   |   |   |   |   |     |   |   |     |   |   |   |   |   |     |     |     |   |   |   |   |     |      |
| 2017年 | 法拉利 | 法拉利062 | P | 奇米·雷克南       | 4 | 5 | 4 | 3 | Ret | 2 | 7 | 14† | 5 | 3 | 2 | 4 | 5 | Ret | DNS | 5   | 3 | 3 | 3 | 4 | 522 | 亞軍 |
| 2017年 | 法拉利 | 法拉利062 | P | 賽巴斯蒂安·維特爾 | 1 | 2 | 1 | 2 | 2   | 1 | 4 | 4   | 2 | 7 | 1 | 2 | 3 | Ret | 4   | Ret | 2 | 4 | 1 | 3 | 522 | 亞軍 |

† 驾驶员未能完成比赛,但被归类为他们已经完成了大于90%正赛距离